# Friedrich Leibniz
Friedrich Leibniz (em alemão:  Friedrich Leibnütz; Altenburg, 1597 — Leipzig, 1652) foi um jurista e professor de filosofia moral na Universidade de Leipzig. Pai de Gottfried Leibniz.